# Hydrovatus sumatrensis
Hydrovatus sumatrensis är en skalbaggsart som beskrevs av Sharp 1882. Hydrovatus sumatrensis ingår i släktet Hydrovatus och familjen dykare. Inga underarter finns listade i Catalogue of Life.